# Sebészet

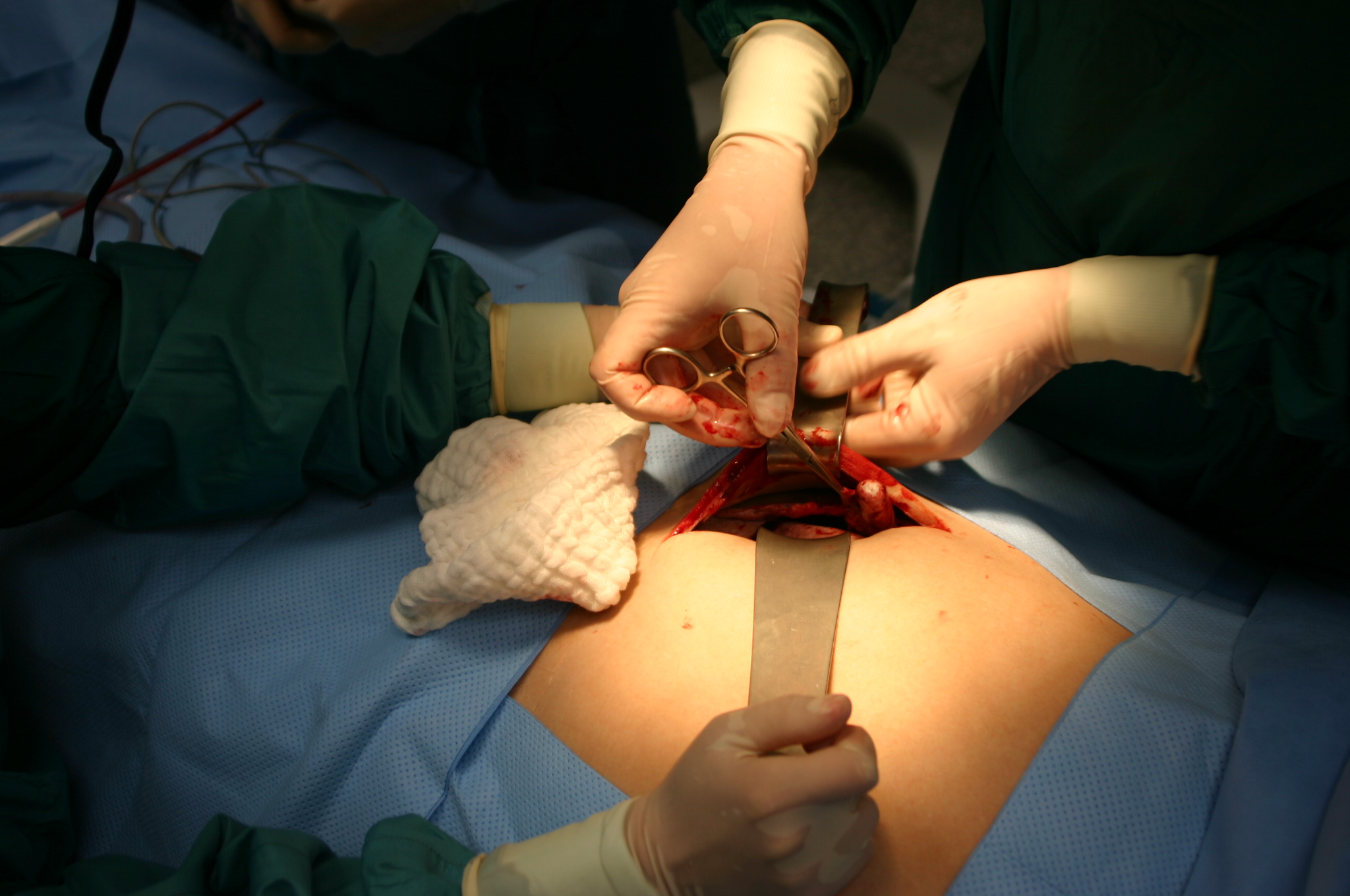
Vakbélműtét

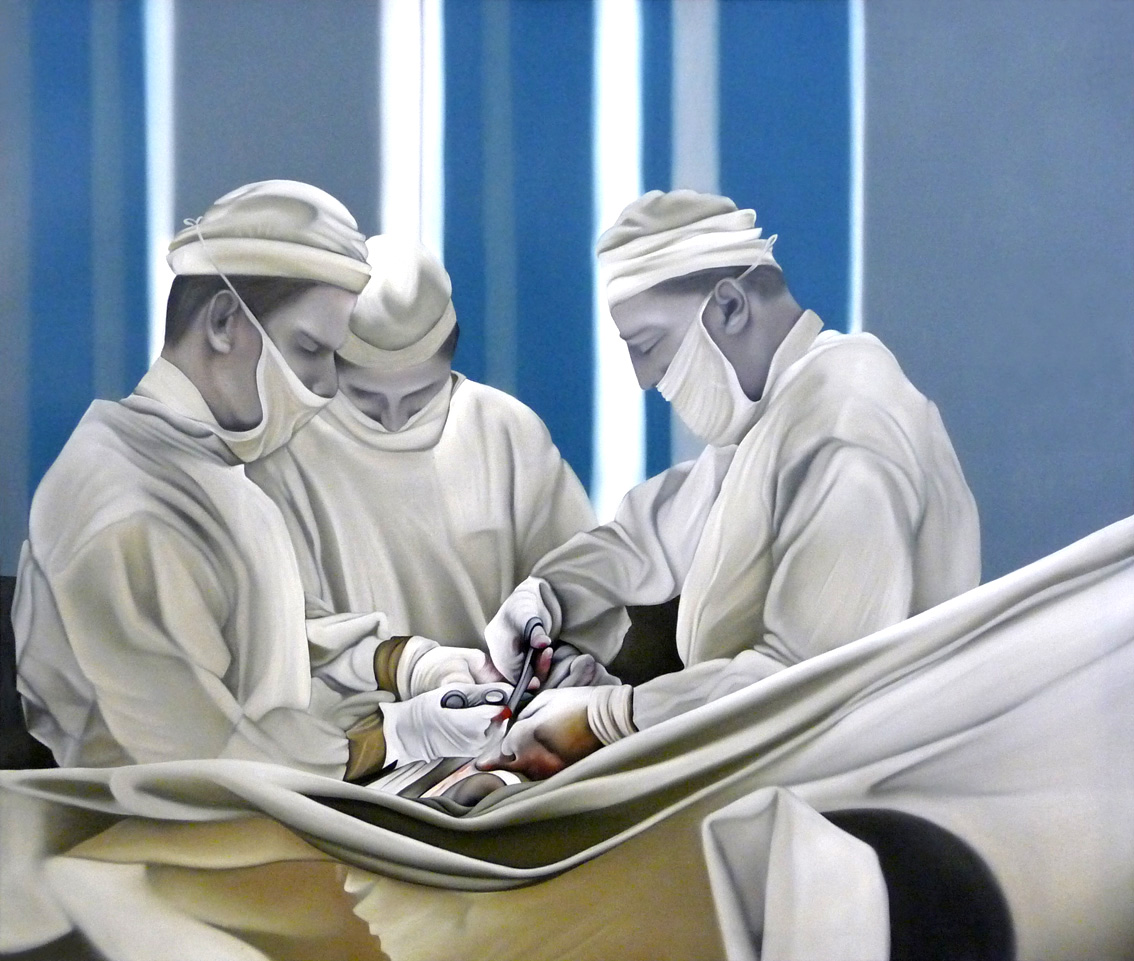
Maina-Miriam Munsky: Sebészek, 1973 (olaj)

A sebészet (görögül: χειρουργική (a χειρο (cheiro) – kéz és υργική (urgikí) – munka szavakból), latinosan chirurgiae) az orvostudománynak azon ága, mely a testen belüli kóros elváltozásokat kezeli.A sebészet az orvoslás egyik legősibb ága, mely az általános érzéstelenítés és a hatékony fertőtlenítés feltalálása óta rohamos fejlődésen ment át és mára számtalan kisebb szakterületre tagolódott. A sebészetet – a sebek, sebesülések (köztük a ficamok, rándulások és húzódások) ellátását – régebben nem orvos képzettségű borbélyok, csontkovácsok, majd később felcserek és seborvosok végezték. Mai formájában a baleseti sebészet lát el hasonló feladatokat a sürgősségi betegellátás orvosi szakterület részeként.

## Története

### Koponyalékelés
A sebészeti kezelések egészen a történelem előtti időkig nyúlnak vissza. A legrégebbi, amiről van bizonyíték, az a trepanáció, más szóval koponyalékelés, amelynek során lyukat fúrtak a koponyába, hogy kezelhessék a koponyával kapcsolatos olyan problémákat, mint például a koponyán belüli túlnyomás és az ott lévő betegségek. 
Több adat maradt fenn az ókori kultúra vezető országaiból az orvoslás, köztük a sebészeti orvoslás néhány akkori módszeréről.

### Mezopotámia
Az egyik legismertebb adat a Mezopotámia területéről maradt ránk. A kőbe vésett ékírásos törvénykönyv megemlékezik bronzkéssel végzett műtétekről, csonttörések gyógyításáról és szabályozza a sebészeti tevékenységet. 

### Ókori Egyiptom
A korai sebészeti technikák már az ókori Egyiptomban megjelentek, ahol körülbelül Kr. e. 2650-ben az alsó állkapocsban lévő első örlőfog gyökere alatt két átfúrást végeztek, ami tályogos fog lecsapolására utal. Az egyptomi sebészeti szövegek körülbelül 3500 évesek. A sebészeti beavatkozásokat orvosok végezték és varrat segítségével zárták le a sebet, a fertőzéseket pedig mézzel kezelték. Az ókori Egyiptom idejéből maradtak fenn a vérzéscsillapítás egyes módszerei, és a törött csontok repozíciójának módja. Ezek a módszerek az Edward Smith-papíruszban jelennek meg, ahol további 121 sebészeti műszer leírása található.

### India
A korai Harappai időszakban, az Indus-völgyi civilizációnál (Kr. e. 3300 körül) találtak bizonyítékot arra, hogy egy fogat fúrtak át, amelyet körülbelül 9000 évesnek mondanak. Sushruta egy indiai sebész volt, akiről úgy tartják, hogy ő írta a Sushruta Samhita című értekezést. Őt a „sebészet atyjának” is nevezik, és az ő időszaka nagyjából Kr. e. 1200-600-ra tehető. Legkorábban a Bower-kéziratban tesznek róla említést, és Sushruta a tíz Himalájai bölcs egyike. A szövegek szerint Sushruta Kasiban tanult sebészetet Dhanvantari Úrtól, aki a Hindu mitológiában az orvoslás istensége. A Sushruta Samhita az egyik legrégebbi sebészeti szöveg, amely részletesen ír a vizsgálatokról, diagnózisról, kezelésről, betegségek előjeleiről, valamint a kozmetikai sebészetről, plasztikai sebészetről és orrplasztikáról is. 
Az ókori India orvoslási módszereiből megtudjuk, hogy már abban az időben húzással és ellenhúzással igyekeztek reponálni törött végtagcsontokat, bélelzáródás miatt bélfistulát készítettek. Számos sebészi műszert használtak, és ezek segítségével olyan ajak- és orrplasztika műtéteket végeztek, melyeknek elemeit még a mai plasztikai sebészet módszerei között is megtaláljuk.

### Az iszlám világ
A sebészet magas szinten működött az iszlám világban. Abucalsis (Abu al-Qasim Khalaf ibn al-Abbas Al-Zahrawi), egy andalúziai-arab orvos és tudós, aki Córdobában (Spanyolországban), a zahrai külvárosi részben praktizált. Sebészeti munkásságának nagy része az aeginai Paul Pragmateiára épült, melynek nagy hatása volt abban a korban.

### Ókori Görögország
Az ókori orvosi ismeretek kétségtelenül Görögországban voltak a legfejlettebbek. Ennek a korszaknak legkiválóbb, ma is jól ismert nevű képviselője Hippokratész, aki egész orvosi iskolát alakított ki maga körül. A sebkezelés alapelvének azt tartotta, hogy az orvos kezének, eszközeinek és a kötözőanyagnak tisztának kell lennie. Hippokratész már varrta a sebeket, de az érelkötés módszerét még nem ismerte, ezért a vérzést kompresszióval vagy izzó vassal igyekezett csillapítani. Eredményesen kezelt csonttöréseket és ficamokat. A vállficam repozicíójának egyik módszere ma is az ő nevéhez fűződik, éppúgy, mint a végbélsipoly fonaláthúzásos módszerrel való kezelése. A daganatokat az ép szövetek közül késsel metszette ki. Hippokratész leírta esküjében (Kr. e. 400 körül), hogy az általános orvosoknak tilos sebészeti beavatkozásokat végezni, és hogy sebészeti eljárásokat csak az arra specializáltak végezhetnek. 
Ezek az orvosi ismeretanyagok a Római Birodalom bukását követő évszázadokban jórészt feledésbe merültek, egészen a reneszánsz koráig, ami az empirikus jellegű sebészeti ismeretek nagymérvű visszafejlődését jelentette sok évszázadon keresztül. Az ókori Görögország hanyatlása után Alexandria vált az orvosi ismeretek egyik központjává. Itt Hérifilosz és Erazisztrátosz már boncolásokat is végzett, sőt érelkötést is alkalmazott. Hérifiloszt tekintik a leíró anatómia egyik első megalapozójának.
Az ókori Görögországban bizonyos templomokat a gyógyítás istenségének, Aszklépiosznak szenteltek, amelyek az orvosi tanácsadás, a prognózis és a gyógyítás központjai voltak. Az epidauroszi Aszklépiosz-templomban egyes sebészeti gyógymódokat leírtak, mint például a hasi tályog felnyitását, illetve az idegentestek eltávolítását, amelyek tényleg megtörténhettek akkoriban.

### Római Birodalom
A Római Birodalom orvosi ismeretei az ókori Görögország orvosainak ismereteiből eredtek, jórészt a görög bevándorló orvosok hatására. Galenus kezdetben gladiátororvos volt, görög sebkezelési elvek alapján dolgozott, állatboncolásokat és sok vakmerő operációt végzett, mint például agy- és szemsebészeti beavatkozásokat, amilyenekre majdnem két évezreden át nem volt példa.
A római orvosok valószínűleg az érelkötés módszerét is ismerték, amennyiben a birodalom területén működő Antyllos a végtag verőereinek aneurizmáit, a tágult verőerek lekötésével kezelte. 
A nyugat-római birodalom bukása után a középkori népvándorlás időszakában, majd az ezt követő viharos évszázadok során az ókori hellén orvoslás vívmányai egyre inkább feledésbe merültek. Ezekben az évszázadokban, Európában a betegek és a sérültek többnyire a kolostorok területén vagy azok közvetlen környezetében létesített „ispotályokban” nem annyira orvoslást, mint inkább ápolást végezték. A gyógyítással a papok és a szerzetesek foglalkoztak. A gyógykezelés gyakran csupán imádkozásból és vallásos jellegű szertartásokból állott. Sebészeti jellegű tevékenységet a szerzetesrendek tagjai és a papok nem is folytathattak, ezért az a borbélyokra és ezek tanulatlan segédeire hárult. Az orvoslás akkor kezdett el újra fejlődni, amikor elvált az egyházi rendektől, és boncolásra is lehetőség nyílt. Henri de Mondeville sebkezelési módszereiben az elsődleges, ezzel ellentétben Guy de Chauliac a másodlagos sebgyógyulásra törekedett, és több évszázadon át használatos sebészi tankönyveket írt. 
A 11. századtól kezdve Európa számos országában megalakultak az egyetemek, Pécsen pl. 1367-ben, de ezek az egyetemek a sebészettel nem foglalkoztak. A középkorban a sebészi betegellátást nem tartották a betegellátás integráns részének. Nagy eredmény volt, hogy egyes országoban a sebészek mint iparosok, céhekbe tömörülhettek. A reneszánsz korban a borbélysebészek a céhből kifejlődtek, és tovább fejlesztették a sebészi ismereteket. A francia sebészet kimagasló egyénisége volt Ambroise Paré, aki már érelkötéseket is alkalmazott a kauterezés helyett, elhagyta a lőtt sebek kutaszolását és forró olajjal való átöblítését, és a sérült végtagokat nyugalomba helyezte. 

### A sebészet a reneszánsz korától az éternarkózis felfedezéséig
Az orvostudomány és vele együtt a sebészet fejlődésében az első valóban jelentős időszakot a reneszánsz korától kezdve számíthatjuk. A könyvnyomtatás felfedezése, az e korszakra eső nagy természettudományos felfedezésekkel kapcsolatban feléledt kutatási szellem elsősorban az anatómia és élettani ismeretek fejlődését indította meg. Ebben a korban maga Leonardo da Vinci is kiterjedt anatómiai tanulmányokat végzett, az olasz Tagliacozzi plasztikai tevékenységéről volt híres. A 17. századra esik a vérkeringés felfedezése William Harvey munkássága alapján. 
A 18. századot az anatómiai ismeretek további gyarapodás kívül elsősorban a patológiai ismeretek bővülése jellemzi, megindultak a sebészeti patológiai és a sebészeti jellegű kísérleti munkák is, melyeknek legkiválóbb képviselője az időszakban az angol John Hunter volt, aki más munkák mellett a regeneráció, a kollaterális keringés és a gyulladás kérdéseivel foglalkozott. A sebészeti oktatás még abban az időszakban sem tartozott az orvosi egyetemek, vagy a főiskolák oktatásához. I. Frigyes Vilmos Németországban 1724-ben katonaorvosi akadémiát alapított a sebészek jobb kiképzése céljából. A sebészet fejlődését, még inkább a sebészképzés minőségének fejlődését jelentette, hogy 1731-ben Franciaországban megalakult az Academie Royale de Chirurgie és 1800-ban Angliában a Royal College of Surgeons of London. 
A 18. és a 19. század első felében a növekvő anatómia és patológia ismeretek ellenére se fejlődött jelentősen a sebészet. Bővültek ugyan a sebészeti ismeretek, javultak a sebészképzés módszerei is, de a megfelelő érzéstelenítés és főleg az aszepsis-antiszepszis hiánya megakadályozta a kiterjedtebb műtéti eljárások sikerét, mindenekelőtt a testüregekben végezendő műtétek lehetőségét. E másfél évszázad kiemelkedő sebészei főképp arra törekedtek, hogy a sebészeti orvoslást beépítsék az egész akkori orvostudomány anyagába. Angliában Percival Pott sebész a koponyasérülésekről, a hydrokeléről (vízsérv) írt tanulmányokat, és tőle származik a csigolyatuberkulózis patológiájának felismerése. 1809-ben Ephraim McDowell még az éternarkózis felfedezése előtt, egy 47 éves nőbetegből petefészekcisztát távolított el, mialatt a rendelője előtt a város férfilakossága várakozott, hogy meglincselje, ha az operáció nem sikerül. Az műtét eredményes volt, és a beteg jó egészségben élt még további 21 évig. McDownell később még 13 cisztaeltávolítást végzett, 12-t sikerrel.

### A sebészet fejlődése az éternarkózis feltalálásától napjainkig
A sebészet fejlődésben az első valóban jelentős fordulatot a narkózis feltalálása jelentette. Felfedezése előtt mandragórafőzettel, ópiummal és etil-alkoholos ital itatásával valamiféle bódulatot értek el. Először Crawford W. Long amerikai orvos végzett sikeres éternarkózist, 1842. március 30-án egy cisztás jellegű nyaki tumor eltávolításakor, de módszerét nem ismertette. William T. Morton fogorvos, Charles C. Jackson vegyész ajánlatára étert kezdett használni narkózis céljára, sikeresen. 1846. októbert 16-án John Collins Warren először távolított el egy nyaki daganatot a Morton által éterrel elaltatott betegen. Ezt a napot tekintjük az újkori sebészet kezdetének. Az éternarkózis az egész világon rohamosan terjedni kezdett. Balassa János, a pesti egyetem sebészprofesszora 1847. január 11-én operált először éternarkózisban. 1849-ben kezdett altatás céljából kloroformot használni James Y. Simpson. A narkózis felfedezése a műtét okozta fájdalmat kiküszöbölte, de a sebfertőzés változatlanul nagy kockázatként maradt fenn. A szülészet és vele együtt a sebészeti aszepsis alapelveinek felismerője Semmelweis Ignác szülészprofesszor volt, aki elrendelte a klórmeszes vízben körömkefével való kézmosást, amivel a gyermekágyi láz igen magas halálstatisztikáját minimális mértékűre csökkentette. (A korabeli akadémikus „tudósok” akadékoskodása ellenére.)
A 19. század végén és a 20. század első felében több más felfedezés segítette tovább a sebészet fejlődését. 1895-ben Wilhelm Conrad Röntgen felfedezte a röntgensugárzást, és ezzel útnak indult az orvosi radiológia hatalmas fejlődése. 1900-ban Laindsteiner felismerte a vércsoportokat, amivel megteremtette a későbbiekben a vérátömlesztés lehetőségét. Koller bécsi sebész alkalmazta először a kokaint helyi érzéstelenítésre, majd Einhorn 1905-ben előállította a Novocaint. Meltzer és Auer 1909-ben kezdték először állatkísérletekben alkalmazni az intratrachealis narkózist, amelynek alapján később Magill és Rowbothan munkássága nyomán kialakult a modern, mai értelembe vett aneszteziológia. Az intratrachealis narkózis nagy haszna különösen a mellkasi sebészetben és az agysebészetben mutatkozott, majd használata annyira általánossá vált, hogy nagymértékben kiszorította a testüregekben végzett műtéteknél a helyi érzéstelenítést. Az első világháború idején kezdődött a haemorraghiás és traumás sokk patofiziológiájának céltudatos kutatása és a 19. század végén terelődött a figyelem a szervezet folyadék- és sóháztartásának jelentőségére. 
A 19. század második felében a hasüregi sebészet indult fejlődésnek. Theodor Billroth 1881-ben végezte el az első sikeres gyomorreszekciót gyomorrák miatt, és még ugyanebben az évben Wölfler az első gasztroentero-anasztomozist (gyomor-bél közötti összeköttetés). Heusner 1892-ben elsőként varrt el eredményesen perforált gyomorfekélyt. 1897-ben Schlatter sikeres totális gasztrektómiát végzett gyomordaganat miatt. Reginald Fitz patológiai vizsgálatai alapján 1886-ban indult meg az akut appendicitisz korszerű sebészi kezelése. Carl Langenbech 1882-ben távolított el sikeresen köves epehólyagot. A századforduló körüli évtizedekben útnak indult a pajzsmirigysebészet is. A gyomor-, és nyombélfekély miatt végzett úgynevezett kétharmados gyomorreszekciôk az 1910-es évek körül kezdődtek. Az emlőrák miatt végzett radikális mastectomia műtéti módozatait még a századforduló előtt Halsted és Meyer dolgozta ki. 
A századfordulót követően Magyarországon is gyors fejlődésnek indult a sebészet. Herczel Manó az akut vakbélgyulladás és a végbélrák korszerű sebészetét honosította meg, Hedri Endre ugyancsak a vastagbél- és végbélrák sebészetében, valamint a traumatológia területén végzett kiemelkedő munkát. Az epesebészet kiváló művelője volt Ádám Lajos, Borszéky Károly stb. 
Az 1900-as évek első évtizede körül az addig egységesnek tekinthető sebészetben megindult a specializálódás folyamata. Levált a sebészetről az operatív szemészet, ezt követte az operatív nőgyógyászat és az ortopédsebészet, valamint az urológiai sebészet. A 19. század utolsó negyedében indult fejlődésnek mint különálló sebészeti specialitás az idegsebészet (neurochirurgia). A modern idegsebészet megteremtője Harvey Cushing volt, aki 1901-től csak agysebészettel foglalkozott. A magyar idegsebészet kiváló művelője volt Bakay Lajos, majd Zoltán László, akiknek munkássága révén, alakult meg hazánkban az Országos Idegsebészeti Intézet. 
A mellkasi szervek sebészete csupán a 20. században fejlődött ki. A mellüregben végezendő műtétek egyik legfőbb akadálya a negatív intrapleurális nyomás volt, mert a mellkas megnyitása után rögtön kialakult a tüdő összeesése, a légmell. A mellüregi műtétek (l. fentebb), az intratrachealis narkózis módszereinek bevezetésével váltak lehetővé, mert az intratrachealis tubuson keresztül túlnyomással juttatható be a levegő a tüdőbe és így a tüdőösszeesés elmarad. Az első sikeres lebenyeltávolítást Brunner végezte 1929-ben. Tüdőrák miatt egyszakaszos pulmonektómiát Graham végzett sikeresen, 1933-ban. Magyarországon a tüdősebészet úttörői Winteritz Arnold és Sebestény Gyula voltak, Sebestény professzor 1935-ben végzett először sikeres lobektómiát, 1944-ben sikeres pulmonektómiát. A nyelőcsődaganatok korszerű sebészete Borisz Petrovszkij professzor budapesti működésének idején vette kezdetét. 
A modern kor egyik legfiatalabb és legnagyobb fejlődését mutató területe a kardiovaszkuláris sebészet, amely az 1940-es években indult fejlődésnek. Ennek ellenére korábban már történtek szívsebészeti beavatkozások: Rehn már 1896-ban sikerrel varrt meg szívsérülést, 1929-ben a német sebész, W. Forssman önmagán végzett szívkatéterezést. Ezt a módszert 1941-ben fejlesztette tovább Cournand és Richard, majd 1957-ben Forssmannal együtt orvosi Nobel-díjat kaptak. A szívkatéterezés módszerét tovább finomította a szívüregek röntgenkontrasztanyagos vizsgálatának lehetőségét is. 1962 óta lehetségessé vált az arteria coronariák szelektív angiographiája (az ér kontrasztanyagos vizsgálata). 1953-ban megindultak a megnyitott szívüregekben végezhető műtétek, mint a szeptumdefektusok műtétei, a szívbillentyűk pótlása, valamint a mellkasi aneurizmák műtétei. 1911-ben először Labey, majd 1923-ban nagyobb esetszámban Einar Key eredményesen operált végtagartéria-embóliát. Az artériás embolektómiák eredményességében igen nagy haladást jelentett a Fogarty által 1963-ban készített, felfújható ballonal ellátott artériás katéter széles körű alkalmazása. Carell és Guthrie 1902–1910 között már sikerrel végzett kísérleti szív- és vesetranszplantációt, de az első sikeres emberi vesetranszplantáció csupáb 1952-ben történt. Az első sikeres szívátültetést Georges Bernard végezte 1967-ben. Ugyancsak a ’60-as években került sor az első emberi máj, valamint az emberi hasnyálmirigy transzplantációjára. Tüdőtranszplantációt elsőként Hardy végzett, 1963-ban. Magyarországon a szívsebészet művelése az 1940-es évek, a rekonstruktív verőérműtétekkel az ’50-es évek végén indult meg, a vesetranszplantációk pedig a ’60-as évek elején kezdődtek. 

A jelenlegi kezelési elveknek, gyógyszeres és technikai lehetőségeknek köszönhetően a műtéti halálozás drámai javulását látjuk bizonyos kórképeknél, amelyek sebészi terápiakoncepciója alapvetően megváltozott. A mai világban nem a radikális sebészetet tartják a legjobbnak, hanem azt, hogy minél kisebb vágással tudjanak műtétet elvégezni, és minél hatékonyabb terápiával és kezeléssel tudják megelőzni, vagy eredményesen végrehajtani a műtéteket. Halsted radikális masztektómiája is már a múlté, az emlőrákszűrésekkel hamarabb felfedezik a betegséget, a műtéttel pedig sokkal esztétikusabb eredményt tudnak elérni a sebészek, elkerülve a beteg túl nagy pszichés megterhelését és a műtét utáni szövődményeket. A sérvek ellátásában a feszülésmentes eljárások kerekedtek felül, mint az endoszkópos technikák, az epehólyag-eltávolításban, epekövességben szenvedő betegek, vagy appendektómia műtéti eljárása laparoszkóposan történik, csak súlyos esetben ejtenek vágást a betegen, vagy ha nincs más megoldás. Térd- és vállműtétek artroszkópiával történnek. A nagy iramú fejlődés okán napjainkban tanúi lehetünk a sebészet szakosodásának. Miután az urológia, ortopédia, traumatológia, idegsebészet már a 19. század első felében kivált a sebészetből és önálló diszciplínává nőtte ki magát, a 20. század második felében több elismert és elfogadott ágazat alakult ki: viszcerális sebészet, gyermeksebészet, plasztikai sebészet, érsebészet, mellkas- és szívsebészet, transzplantológia. Újabban további szub- és szuperspecializálódást láthatunk; manapság nem meglepő, ha valaki pl. csak artroszkópiás, replantációs vagy mikrosebészeti beavatkozásokat vagy kizárólag sérvműtéteket végez.

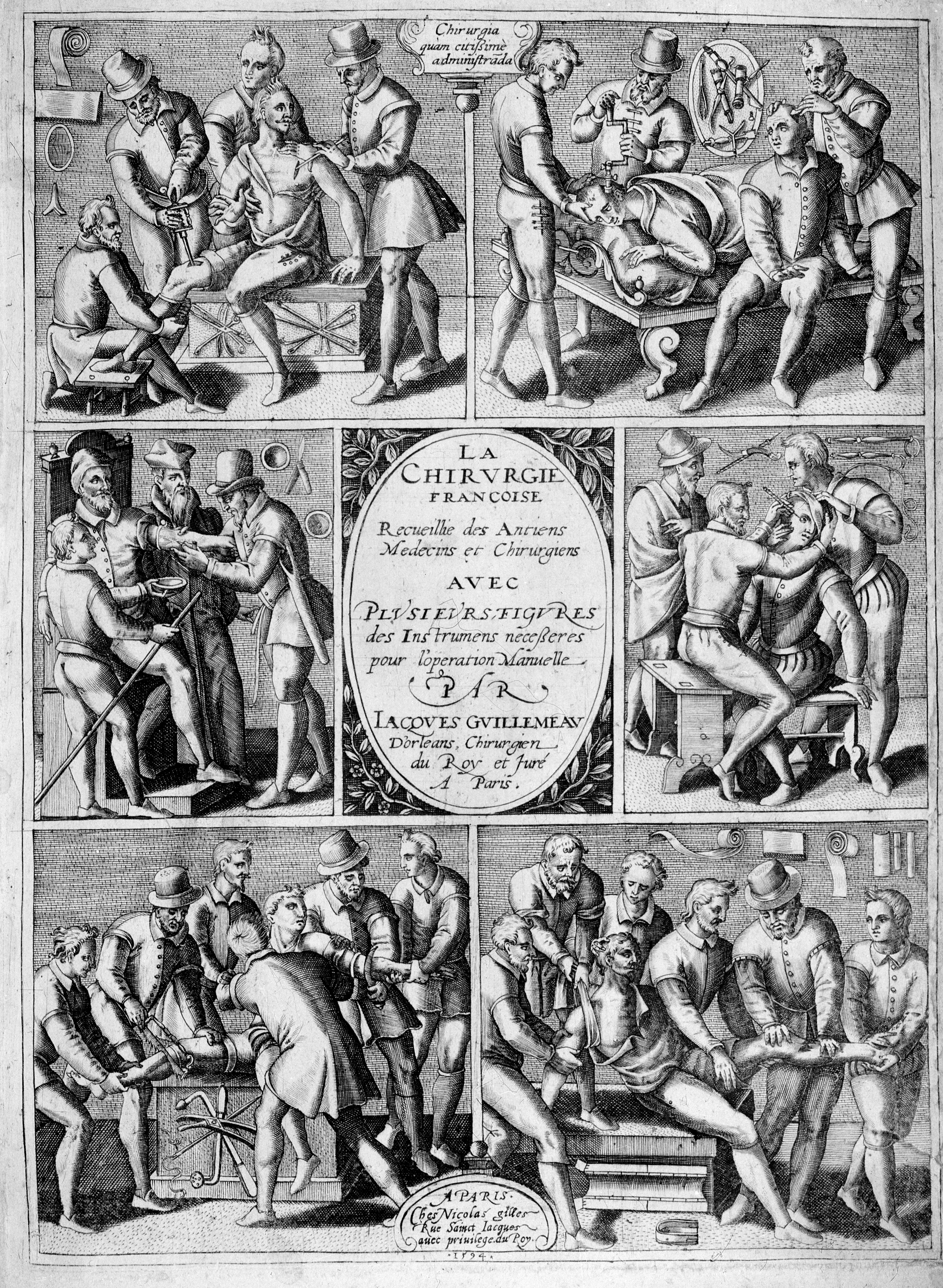
Jacques Guillemeau: A francia sebészet, ókori orvosoktól és sebészektől gyűjtött, a kéziműszerek számos illusztrációjával

### Új technológiák a 21. században
A sebészet fejlődése a 21. században is folytatódik, különösen a digitális technológiák, képalkotó eljárások és automatizált rendszerek integrálásával. Az egyik legjelentősebb áttörést a számítógépes műtéti navigáció és háromdimenziós képalkotás bevezetése jelentette, különösen a koponya- és gerincsebészet, valamint az ortopédiai beavatkozások területén. Ezek a rendszerek a műtét előtti CT- vagy MRI-felvételek alapján valós idejű pozicionálást és precíz célzást tesznek lehetővé, jelentősen csökkentve a környező struktúrák sérülésének kockázatát.
A mesterséges intelligencia (MI) és a gépi tanulás alkalmazása fokozatosan beépül a sebészeti gyakorlatba. Ezek az algoritmusok képesek támogatni a diagnosztikát, a műtéti tervezést, sőt intraoperatív döntéshozatalt is elősegítenek, például daganatérzékelés, idegpályák elkerülése vagy metszési útvonal optimalizálása terén.
Szintén fejlődő terület a távsebészet (telesurgery), ahol a sebész földrajzilag távolról vezérli a robotizált eszközöket. Az első sikeres, határokon átnyúló beavatkozást 2001-ben végezték el a franciaországi Lyonból irányított operáció során New York-i beteggel (Lindbergh-műtét). Bár ezek alkalmazása még nem mindennapos, bizonyos katonai, űrkutatási és extrém földrajzi környezetekben stratégiai szerepük lehet.
Az orvosi szimuláció és virtuális valóság (VR), valamint a kiterjesztett valóság (AR) technológiák a sebészképzés új dimenzióit nyitották meg. Ezek segítségével gyakorlás történhet valósághű környezetben, komplex beavatkozások veszélytelen modellezésével. A kiterjesztett valóság intraoperatív alkalmazása során a sebész látóterébe vetített digitális információk (pl. érpályák, tumorhatárok) segítik a pontos tájékozódást és beavatkozást.
Végül a műtéti adatgyűjtés és automatizált elemzés (surgical analytics) egyre fontosabbá válik a beavatkozások értékelésében és standardizálásában. Az eszközök által rögzített mozgásminták, időzítések, komplikációk és eredmények elemzése révén lehetőség nyílik a sebészi technika folyamatos fejlesztésére, hibák csökkentésére, valamint a betegek biztonságának növelésére.

## Szakterületek
- általános sebészet
  - hasi sebészet
  - proktológia
  - endokrin sebészet
- baleseti sebészet (traumatológia)
- gyermeksebészet
- idegsebészet (neurológia)
  - agysebészet
  - agydaganatsebészet (forrás: orvosi enciklopédia)
- fej-nyak sebészet
- maxillofaciális sebészet
- szemsebészet
  - lézeres szemműtét
- szájsebészet
  - dentoalveoláris sebészet
  - parodontológia
  - arc, állcsont- és szájsebészet
- fül-orr-gégészeti sebészet
- mellkassebészet
- tüdősebészet
- szívsebészet (kardiológia)
- urológiai sebészet
- szülészet-nőgyógyászat
- onkológiai sebészet
- ortopéd sebészet
  - vállsebészet
  - kézsebészet
- mikrosebészet
- bőrsebészet
- érsebészet
- plasztikai sebészet
- minimálisan invazív sebészet
- endoszkópia
  - laparoszkópia
  - artroszkópia
- robotsebészet
- állatsebészet